# Big Boi
Big Boi (nacido Antwan André Patton; Savannah, Georgia, 1 de febrero de 1975) es un rapero, productor discográfico y actor estadounidense. Nacido en Savannah, Georgia y criado en Atlanta, fue la mitad del dúo de hip hop sureño Outkast junto con el rapero André 3000, que ambos formaron en 1992. También es conocido por los alias "Daddy Fat Sacks", "Lucious Left Foot", "Billy Ocean", "Hot Tub Tony" y "Francis the Savannah Chitlin' Pimp".
Como parte de Outkast, los seis álbumes de estudio del dúo tuvieron éxito comercial y de crítica, y produjeron canciones de éxito como «Ms. Jackson», «Roses», «So Fresh, So Clean» y «Elevators (Me & You)», entre otras. Su quinto, un álbum doble titulado Speakerboxxx/The Love Below] (2003), ganó tres Premios Grammys y contenía un single en solitario interpretado por Patton: «The Way You Move» (con Sleepy Brown), que alcanzó la cima del “”Billboard“” Hot 100 y fue nombrada la 22ª canción de más éxito de la década de 2000 por “”Billboard“”. Tras la separación del dúo en 2007, emprendió una carrera en solitario y firmó con Def Jam Recordings para lanzar su álbum de estudio debut, Sir Lucious Left Foot: The Son of Chico Dusty (2010). A este álbum le siguieron su segundo y tercer álbum, Vicious Lies and Dangerous Rumors (2012) y Boomiverse (2017), ambos elogiados y con un rendimiento comercial moderado.
Sus proyectos derivados incluyen un conjunto de grabación en colaboración con Phantogram, con el que ha publicado un extended play (2015). Formó el ahora desaparecido supergrupo Purple Ribbon All-Stars en 2004, que incluía a Janelle Monáe, Bubba Sparxxx, y Killer Mike; el grupo lanzó dos álbumes hasta disolverse en 2007.

## Biografía
Big Boi nació y pasó la primera mitad de su infancia en Savannah, Georgia, antes de mudarse a Atlanta con su tía Renee. Decidió perseguir su interés por la música en Tri-Cities High School, una escuela imán de artes visuales y escénicas.
Big Boi atribuyó a su abuela el haber conseguido que se interesara por la música, enviándoles a él y a sus hermanos a la tienda a comprar 45 discos. Además, atribuyó a su tío el haberle introducido en una mayor variedad de música, en concreto a Kate Bush, a la que ha descrito como su artista favorita.

## Trayectoria

### Outkast
Big Boi conoció a André Lauren Benjamin (nombre artístico André 3000) mientras asistía al instituto Tri-Cities High School. Los dos se unieron como Outkast en 1992 y firmaron con el sello discográfico regional LaFace Records como dúo.

### Carrera en solitario
Después de cuatro álbumes de éxito, Big Boi y André 3000 decidieron hacer dos álbumes en solitario, y lanzarlo como un álbum doble bajo el nombre de Outkast, como Speakerboxxx/The Love Below en 2003; Big Boi grabó Speakerboxxx, André 3000 grabó The Love Below. Speakerboxxx presentaba un estilo similar a los anteriores trabajos de Outkast, mientras que The Love Below exploraba un territorio más fuera de lo común, con André 3000 principalmente cantando en lugar de rapeando como es habitual en él.
Big Boi lanzó dos de sus canciones como sencillos. «The Way You Move», con Sleepy Brown, fue originalmente apoyada por la radio urbana, pero pasó a las listas de éxitos pop, donde desbancó a “Hey Ya!” de André 3000 como canción nº 1. El segundo sencillo de Big Boi fue «Ghetto Musick», en el que participaron los dos miembros de Outkast y un sample de la canción de Patti LaBelle «Love, Need and Want You». 
En noviembre de 2005, Big Boi lanzó un álbum mixtape/compilación, Got Purp? Vol 2, junto con Purple Ribbon All-Stars a través de Purple Ribbon Records. El primer sencillo del álbum fue «Kryptonite», que alcanzó el puesto 35 en el Billboard Hot 100. Outkast también participó en la canción «International Players Anthem (I Choose You)», el primer sencillo del álbum de UGK Underground Kingz.
En 2007, después de Idlewild, el sexto álbum oficial del dúo OutKast, Big Boi anunció sus planes de lanzar un álbum en solitario. Speakerboxxx había sido visto por muchos como un álbum en solitario (y de hecho lo era), pero aún así se publicó bajo el nombre de OutKast, lo que convirtió a Sir Lucious Left Foot: The Son of Chico Dusty en su primer álbum en solitario «en toda regla». El primer sencillo promocional del álbum, «Royal Flush», se publicó en 2007, y en él participaron Raekwon y André 3000. Durante los años siguientes, el álbum se retrasó muchas veces, pero se lanzaron múltiples sencillos promocionales y vídeos, como «Shine Blockas» (con Gucci Mane), «For Yo Sorrows» (con George Clinton y Too Short), y «General Patton» (con Big Rube). El primer sencillo oficial fue «Shutterbugg», con Cutty, y el segundo fue «Follow Us», con Vonnegutt. El álbum se publicó oficialmente en julio de 2010. Entre los artistas invitados se encontraban la cantante urbana alternativa Janelle Monáe, que llegó a ser una famosa actriz y artista por derecho propio, así como T.I., B.o.B. y, en un gancho, el viejo amigo de Big Boi de la Dungeon Family Khujo. Sir Lucious Left Foot: The Son of Chico Dusty fue muy bien recibido por la mayoría de los críticos musicales, ganándose elogios por su sonido inventivo, su variado estilo musical y el lirismo de Big Boi.
En una entrevista de julio de 2010 para The Village Voice, Big Boi reveló que estaba trabajando en el álbum de seguimiento de Sir Lucious Left Foot, titulado Vicious Lies and Dangerous Rumors, afirmando que estaba «quizá unas seis canciones dentro». Salió a la venta el 13 de noviembre de 2012. El primer sencillo del álbum fue «Mama Told Me» con Kelly Rowland. El álbum contó con las colaboraciones de ASAP Rocky, Ludacris, T. I., Little Dragon, Phantogram, Kelly Rowland y B.o.B.
Más tarde, en 2012, Big Boi reveló que había escrito diez canciones para su tercer álbum de estudio. Reiteró sus planes para un nuevo álbum de estudio en enero de 2014. Apareció en la mixtape Catch The Throne con la canción «Mother of Dragons», fue lanzada para descarga gratuita en SoundCloud por HBO el 7 de marzo de 2014, para promocionar la cuarta temporada de Juego de Tronos.
Big Boi había firmado un acuerdo de gestión con Jordan Feldstein's Career Artist Management en 2014, el mismo año firmó un contrato discográfico con Epic Records.
El 19 de abril de 2017, Big Boi reveló que su tercer álbum de estudio se titularía Boomiverse, y que dos sencillos, «Mic Jack» (con Adam Levine) y «Kill Jill» (con Killer Mike y Jeezy), se publicarían al día siguiente. El tema «All Night» de Boomiverse se utilizó en el iPhone de Apple de 2017. X en el que se veía a Alana Greszata haciendo sincronización labial con la canción para la función «Animoji yourself».
En 2018, Big Boi firmó con el nuevo sello de L.A. Reid y Charles Goldstuck Hitco.
En 2019, Big Boi actuó en el espectáculo de medio tiempo del Super Bowl LIII. Junto con otros artistas, fue criticado por aceptar participar a pesar de las Protestas del himno nacional de EE. UU. por Colin Kaepernick y otros.
En noviembre de 2021, Big Boi anunció que había grabado una canción con la cantautora británica Kate Bush, por quien Big Boi ha expresado en repetidas ocasiones su admiración a lo largo de su carrera.

### Actor
Big Boi apareció como estrella invitada en las temporadas 3 y 5 de Wild 'n Out de Nick Cannon, y lo hizo en Chappelle's Show, donde interpretó su canción «The Rooster». En 2006, comenzó a actuar en largometrajes, apareciendo en ATL y Idlewild, seguido de un papel protagonista en ¿Quién es tu caddie? de 2007. Apareció en el episodio de Law & Order: Special Victims Unit «Wildlife», emitido el 18 de noviembre de 2008. Big Boi interpretó al artista de hip hop Gots Money. Big Boi apareció en un episodio de la serie Creepshow.

### Otras Colaboraciones
En 2008, Big Boi inició una colaboración en un espectáculo con el Ballet de Atlanta. El espectáculo, titulado big, se estrenó en el Fox Theater de Atlanta, del 10 al 13 de abril de 2008. El espectáculo fue interpretado por bailarines del Atlanta Ballet, jóvenes y talentos locales, con coreografía de Lauri Stallings. La música puede interpretarse en directo en el escenario durante la actuación, como ocurrió cuando el ballet creó una colaboración música/danza en directo con las Indigo Girls.